# Travels in Chile and la Plata
Travels in Chile and la Plata (abreviado Trav. Chile) es un libro con ilustraciones y descripciones botánicas que fue escrito por el botánico, pteridólogo e ingeniero inglés John Miers y publicado en Londres en volúmenes en el año 1826.